# Speaking of Animals and Their Families
Speaking of Animals and Their Families é um filme de drama em curta-metragem estadunidense de 1942 dirigido e escrito por Robert Carlisle e Jerry Fairbanks. Venceu o Oscar de melhor curta-metragem em live-action: 1 bobina na edição de 1943.

## Elenco
- Gayne Whitman - Narrador